# Pedro Alonso Gutiérrez
Pedro Alonso Gutiérrez (Guetaria, 1841-Córdoba, 1908) fue un arquitecto español.

## Biografía
Nacido en Guetaria en 1841, cursó estudios de arquitectura en Madrid, obteniendo el título en 1878. A lo largo de su carrera profesional llegó a ejercer como arquitecto municipal de Ronda, de Guadalajara y de Córdoba. También llegó a ejercer como arquitecto de la diócesis cordobesa entre 1888 y 1893. Entre sus obras más notables sobresalen el edificio del Casino en Ronda, la casa consistorial de Pozoblanco o el Asilo de Infancia en Córdoba. Fue también autor de varias viviendas particulares.